# شرلوک هلمز و پرونده جوراب ابریشمی
شرلوک هلمز و پرونده جوراب ابریشمی (انگلیسی: Sherlock Holmes and the Case of the Silk Stocking) یک تله‌فیلم بریتانیایی است که در سال ۲۰۰۴ از شبکهٔ بی‌بی‌سی وان پخش شد.

## بازیگران
- روپرت اورت در نقش شرلوک هولمز
- ایان هارت در نقش دکتر واتسن
- نیل داجن در نقش بازرس لستراد
- آن کارول در نقش خانم هادسون
- تمسین اگرتون
- پردیتا ویکس
- النور دیوید
- مایکل فاسبندر
- جاناتان هاید
- هلن مک‌کروری
- جولین وادهام
- گای هنری
- ریچل هرد-وود